# Line Rider
Line Rider（ライン・ライダー）とは、インターネット上で公開されている、Adobe FlashやMicrosoft Silverlightを利用したコンピュータゲームである。2006年9月23日にスロベニアの大学生であったボスジャン・チャデジュ（Boštjan Čadež）によって公開された。タイム誌のオンライン版や『Games for Windows: The Official Magazine』にて特集された他、マクドナルドのCMの題材として使われ、ゲームのレビューサイト「Jay Is Games」ではBest Webtoy of 2006に選出された。

## システム
このゲームの基本的なシステムは、マウスで線を引きプレイヤーが「Play」をクリックした後、そりに乗った人型のキャラクターがその上を滑るというものである。また、このゲームには物理演算エンジンが利用されているため、そりが落ちないように線を円滑に引く必要がある。製作者であるチャデジュは、目標が無くスコアも存在しないLine Riderのことを、「ゲーム」ではなく「おもちゃ」として述べている。
操作の単純さに反して、ループなどのギミックを取り入れた複雑なコースが多く制作されている。コミュニティによって制作されたコースの多くは楽曲にあわせるように作られている他、コースの線を山の斜面や木などの背景アートとして利用したコースも作られている。作成されたこれらのコースは、YouTubeやGoogle ビデオといった動画共有サービス上にアップロードすることで共有されている。
2008年7月1日にFlash版からSilverlight版への移行が行われた。この移行により、Windows Live メッセンジャーを利用してユーザー間でコースを共有できる機能が追加された。
2009年10月にはBeta 3版がリリースされ、2つのそりを操作できるモードやカメラモード、減速する効果をもつギミックなどが追加された。

## 沿革

### 構想と開発
ボスジャン・チャデジュは2005年に、自身が当時所属していた大学である「アカデミー・オブ・ファインアーツ・アンド・デザイン（Akademija za likovno umetnost in oblikovanje、ALUO）」での美術の授業において、アートプロジェクトを担当することになった。チャデジュは自身のスケッチブックにて、傾いた線とその上をそりで滑る男の子の絵が描かれたページを見つけたことで、子どもの頃の記憶を思い出し、その絵がアートプロジェクトの基礎となった。
チャデジュはビデオジョッキーのセットやFlashゲーム、Advanced Visualization Studio用プリセットの開発の経験があったため、当初からアニメーションソフトウェアをコード化することで開発する計画を立てていた。初期の構想では、ユーザーがプレイ中に変更を加えることが可能であり、線を引くだけでアニメーションを作ることが出来るような設計にする予定であった。チャデジュはアンドレアス・ジシン（Anderas Gysin）によって作られたプログラムである「Cronodraw」がゲームのコンセプトに合ったものであると気付いた後に、ジシンの描画プログラムやマウスの挙動制御を行うプログラムをLine Riderに組み込んだ。
Line Riderの制作期間は1年以上であり、合計で4か月分の作業量で作られた。この作業には、物理学や数学の学習が含まれており、特にベクトルに関しては、N+を開発したMetanet Softwareによるチュートリアルから多くを学んだと言われている。チャデジュは、元のバージョンに線を消す機能を付けなかった理由として、ゲームのプレイを人生のように体験して欲しかったからと述べている。
キャラクターの名前に関して、チャデジュはスロベニア語で「そり」を意味する「sanke」を提案していたものの、定着しなかった。しかし、ある日、inXile Entertainment社の創設者であるブライアン・ファーゴが「なぜ、彼（キャラクターのこと）をボッシュ（Bosh）と呼ばないのか。」と発言したことで、キャラクター名がボッシュに決まった。

### リリースと初期の人気
2006年9月23日にチャデジュはLine Riderを「fšk」のアカウント名でDeviantART上に投稿し、24時間以内に1万回の閲覧回数を獲得した。2006年秋に、Diggにて「Unconed」というユーザーがLine Riderに関する投稿を行ったことで人気が高まり、その結果として、複数のユーザーがYouTube上に自身らが作った作品を投稿し始め、2006年12月時点で1500万回の再生回数を獲得した。また、2006年10月時点でのDeviantARTでの閲覧回数は4000万回以上、ダウンロード回数は32万5000回に達し、Google Zeitgeistの検索クエリチャートでは7位となり、DeviantARTの創設者の1人であるアンジェロ・ソティラ（Angelo Sotira）も人気の急上昇ぶりを賞賛した。Line Riderのリリース後数週間で、LineFlyerやJeep Flyer、Line Border、Chair Flyerといったコピー商品がオンライン上で公開された。
デビッド・ポーグは、線を消す機能をあえて搭載しなかったことで難しくしたLine Riderを賞賛した。また、このゲームのファンサイトである「LineRider.org」の創設者であるヴィーツェ・デ・ヴリーズ（Wietse de Vries）は、このゲームが人気になった要因として、プレイヤーが創造性を発揮できることを挙げている。

### その後
2006年12月19日に、チャデジュはLine Riderの新バージョンを公開した。このバージョンにて線を消去する機能やズーム機能、新しい線の種類が追加された。当初は1か月前に公開する予定であったが、ファーゴからSkype経由で権利を購入する連絡を受けたため、公開を延期した。ファーゴはLine Riderを「もう1つのテトリス」と形容して高く評価し、このゲームのプレイヤーはアーティストであると賞賛した。

## 学術的利用
Line Riderは、サウスイースタン・ルイジアナ大学物理学科での物理教育におけるコンピュータの利用に関する論文での題材に利用され、The Physics Teacher誌に掲載された。また、アルスター大学で開かれた第7回e-ラーニング会議では、Line Riderを教育用アニメーション作成のツールとして利用することに関する議論が行われた。

## 移植版
『Line Rider 2: Unbound』はニンテンドーDS、Wii、Microsoft Windows用に移植されたゲームである。2006年12月19日にinXile Entertainment社がLine Riderのコンソール版での版権を獲得し、コピー品を法的に規制したことと、ニンテンドーDS版とWii版を2008年春頃に発売する予定であることを発表した。その後、2008年9月に発売された。
このゲームで新たにベイリー（Bailey）とチャズ（Chaz）という2人のキャラクターと、その2人が登場するストーリーモードが追加された。ストーリーの内容は、プレイヤーがボッシュを操作してチャズと競争し、究極のそりとベイリーの愛を勝ち取るというものであった。このモードには40種類のコースがあり、全てLine Riderの著名なコース製作者であるTechDawgが作成したコースである。また、インターネット上のコミュニティからコースデータをダウンロードできる機能も搭載された。
欧州版は『Line Rider: Freestyle』としてディープシルバーから発売された。
その後、iOS版が『Line Rider iRide』としてinXile Entertainmentからリリースされ、加速度計などといったiPhone固有の機能を利用した機能が追加された。

### 評価
コンピュータゲームのレビュー収集サイトであるMetacriticでは、全てのプラットフォーム版で「Mixed or average reviews」の評価を得た。
また、2008年のIGNゲームオブザイヤーアワードでは、ニンテンドーDS部門にてベストパズルゲーム賞とベストオリジナルスコア賞の2つの賞でノミネートされた。